# Антонио ди Винченцо
Антонио ди Винченцо (итал. Antònio di Vincenzo; 1350, Болонья, Эмилия-Романья — ок. 1402) — итальянский архитектор. Работал в Болонье.

## Биография
Биографические данные об архитекторе крайне скудны. Отчество «ди Винченцо» предполагает, что художник был родом из Болоньи или ближайших окрестностей, а не приезжим (иначе было бы имя по названию другого города). Предполагается также, что его отец был известным архитектором в Болонье. Первые задокументированные известия об Антонио относятся к 1382 году, когда муниципалитет города поручил ему выполнение строительных работ в окрестностях: гражданских зданий и оборонительных сооружений.
Возможно, он был учеником и помощником на строительстве Чертоза-ди-Павия. Антонио совершал различные поездки, в том числе в Павию, Венецию, Флоренцию, но прежде всего в Милан, на строительную площадку собора (как видно из эскиза, хранящегося в музее Фаббрицерия ди Сан-Петронио), где он смог изучить пропорции поперечного сечения и фасада собора, сделанные математиком из Пьяченцы Габриэле Сторналоко.
Известность его должна была быть достаточно высока, если муниципалитет Болоньи решил доверить ему возведение новой большой церкви, посвящённой Святому Петронию, небесному покровителю города. Церковь должна была конкурировать с Санта-Мария-дель-Фьоре во Флоренции и с собором в Милане. Антонио подготовил огромную модель в масштабе 1/12 из дерева и скальолы (резного гипса). 3 июня 1390 года он был назначен мастером-строителем (как «subtiliminiminisio edotatum»), а четыре дня спустя был заложен первый камень.
В том же 1390 году Антонио ди Винченцо был назначен послом во Флоренцию, в 1392 году он был призван вместе с Андреа Манфреди в арбитры спора между Далле Масенье и монахами Сан-Франческо по поводу алтаря этой церкви, затем последовало много других важных государственных поручений.
К 1397 году относится строительство кирпичной колокольни церкви Сан-Франческо с декоративными элементами из белого камня, также в Болонье, в «северо-ломбардском стиле» (stile nordico-lombardo). На строительстве базилики Сан-Петронио архитектор был занят более десяти лет. В сентябре 1402 года его сменил Якопо ди Паоло. Можно только предположить, что Антонио ди Винченцо скончался в Болонье между апрелем 1401 и сентябрем 1402 года.
Антонио и его жена Аньезе Таболаччи имели сына Винченцо, доктора медицины, умершего в 1410 году, и двух дочерей: Джованну, вышедшую замуж (1402) за Андреа Соменти, и Лючию.